# Lauritz Esmarch
Lauritz Esmarch (*  15. Mai 1765 in Houlbjerg, Langå Kommune; † 1. November 1842) war ein dänischer Landvermesser, Jurist und Mineraloge.

## Leben
Nach juristischem Examen und Examen als Landvermesser wurde er 1796 als Landvermesser zugelassen. Er war Justizrat und Leiter des Landwirtschafts-Kontors der Rentenkammer für Jütland und Lolland und befasste sich vor allem mit Schäden der Landwirtschaft durch Sandverwehungen. Nach einer Reise mit Hans Christian Ørsted und Johann Georg Forchhammer nach Bornholm in staatlichem Auftrag legte die Kommission 1819/20 einen Bericht über die Mineralvorkommen der Insel vor (sie sollten besonders Vorkommen von Kohle und Eisenerz erkunden). 1826 wurde er Staatsrat.
Er war mit  Ørsted befreundet und unternahm mit ihm physikalische Experimente (zum Beispiel bauten sie eine leistungsstarke Batterie).
Lauritz Esmarch war der Bruder von Jens Esmark.